# اندیس شوراب
شوراب یک اندیس فلزی است که در حوالی شهر گر مانج استان خراسان قرار دارد و مادهٔ معدنی موجود در آن، مس است.  